# Likatier
Die Likatier (lateinisch Licates), auch Likattier (altgriechisch Λικάττιοι bei Strabon) waren ein keltischer Stamm im Allgäu, der vermutlich am Ufer und in der Nähe des Flusses Lech angesiedelt war und zur keltischen Stammesgruppe der Vindeliker gehörte.
In einem römischen Militärdiplom werden vier Stammesnamen als gentes der Vindeliker genannt: Cosuanetes, Rucinates, Licates und Catenates. Bei Strabon und Claudius Ptolemäus sind die Licates (altgriechisch Λικάτ[τ]ιοι Likát[t]ioi) ebenfalls erwähnt. Plinius der Ältere nennt die gleichen vier Stammesnamen:
Vindelicorum gentes quatuor, Consuanetes, Rucinates [heute oft als „Runicates“ gelesen], Licates, Catenates.
Strabon erwähnt als ihren Hauptort Damasia und bezeichnet sie als grausamen Räuberstamm.